# Любов Попова
Любов Сергеевна Попова (на руски: Любовь Сергеевна Попова, 1889 – 1924) е руска и съветска художничка-авангардист (супрематизъм, кубизъм, кубофутуризъм, конструктивизъм), живописец, график и дизайнер.

## Биография
Любов Сергеевна Попова е родена през 1889 г. в село Ивановское, недалеко от Москва. Първите си уроци по рисуване получава от художника К. М. Орлов, който е приятел на нейното семейство. През 1906 г. тя отива в Москва, където получава средно образование. През 1908 г. Попова посещава частни уроци в художествената школа на Константин Юон. През 1910 г. тя заминава за Италия, където също взема частни уроци по живопис.
През 1912 г. посещава Париж.
Попова се увлича по супрематизма и през 1916 г. се присъединява към групата на Казимир Малевич Супремус.
През 1918 г. Попова се омъжва за изкуствоведа Борис фон Единг и ражда син. Фон Единг умира от тиф на следващата година.
Любов Сергеевна Попова умира на 25 май 1924 г. в Москва. През декември същата година в Москва се състои самостоятелна изложба с творби на художничката, считана за един от ярките представители на руския авангард в изобразителното изкуство.

## В колекции
Творби на Попова се намират в колекциите на:
- Третяковска галерия, Москва;
- Руски музей, Санкт-Петербург;
- Национална галерия на Канада, Отава.
- музея „Тисен-Борнемиса“ (исп. Museo Thyssen-Bornemisza), Мадрид.

## Галерия
- Човек + въздух + пространство, 1912
- Портрет на философ, 1915